# 長泉町立北中学校
長泉町立北中学校（ながいずみちょうりつ きたちゅうがっこう）は、静岡県駿東郡長泉町納米里にある公立中学校。

## 沿革
- 1975年（昭和50年）
  - 4月1日 - 長泉町立長泉中学校より分離して長泉町立北中学校開校。
  - 6月 - 新校舎竣工
- 2014年（平成26年）3月 - 増築校舎竣工。

## 生徒会組織
- 生徒会本部

専門委員会
- 企画委員会：いわゆる学級委員で、クラスでの話し合いの司会をしたり、学年のレクリエーションを考えたりするなどして学級、学年の先頭に立つ役目である。
- 生活委員会：時間、服装、挨拶等の学校生活における生活態度の向上、改善を目的とする。
- 福祉委員会：ベルマークの回収活動、生徒会ボランティア活動の企画、運営を行う。
- 放送委員会：朝、昼、部活動前、部活動終了時に放送。昼放送では、本部、各委員会等の広報活動を、各機関と連絡して行う。
- 保健委員会：健康観察や保健室運営の補助，トイレの衛生管理を行う。
- 環境委員会：校内の環境美化を目的とし、ゴミの回収や清掃活動の推進を行う。
- 学習委員会：学習態度の向上、改善を目的とし、取り組みを企画、運営する。
- 購買委員会：購買室の管理、販売活動を行う。こども貯金の入金用紙を配布する。
- 給食委員会：配膳台の清毒、配膳室の補助、片付けの補助を行う。
- リサイクル委員会：アルミ缶や牛乳パック等の回収活動を行う。
- 図書委員会：巡回図書の準備、朝読書の呼びかけ、図書室運営の補助を行う。
- 選挙管理委員会：生徒会役員選挙の企画、運営、監視を行う。

## 部活動
同中学校の部活動は以下のとおりである。

### 運動部
- 陸上部
- 野球部
- サッカー部（男子のみ）
- バレーボール部
- バスケットボール部
- テニス部
- 卓球部

### 文化部
- 吹奏楽部
- 美術部
- パソコン部

## 校則
同中学校は次のような校則がある。

### 頭髪
- 髪留め - 色指定
- 前髪の長さ - 指定
- ロングヘアー - 指定
- お団子結び - 禁止
- サイドテール - 禁止
- ツーブロック - 禁止

### 服装
- 下着 - 指定
- 通学用カバン - 指定
- カーディガン - 禁止
- スカート丈 - 指定
- 靴下 - 指定

## 生徒数
- 全校生徒数は564人である[3]。

## 行事
4月
- 入学式
- 入会式

5月
- 野外教室（1年生）
- 東京研修（2年生）
- 関西研修（3年生）

6月
- 部活動団結式
- 浴衣教室（2年生）

9月
- 早緑祭（発表の部、文化の部、体育の部）

11月
- 芸術鑑賞教室
- 職場体験（2年生）

3月
- お別れ遠足（3年生）
- 退会式
- 卒業式
- 離任式

## 校地
校地面積 - 3292．0㎡
- 校舎 - 5825．9㎡

運動場
- 第一グランド - 11,500㎡
- 第二グランド - 1,800㎡
- 体育器具庫 - 84.60㎡
- 部室(5) - 84.60㎡
- プール - 800㎥(50×16)
- 更衣室 - 128.05㎡
- 機械室 - 34.71㎡

## 交通アクセス
- JR御殿場線長泉なめり駅から西に約550m[4]。
- 富士急シティバスがんセンター線/ベックマン・コールター線「ウェルディ長泉」停留所から、徒歩6分